# Blodeuwedd
Blodeuwedd or Blodeuedd, (nome composto a partir do Galês médio "blodeu", 'flores' + "gwedd" 'face, aspecto, aparência': "face florida"), é a mulher de Lleu Llaw Gyffes, na Mitologia galesa, feita de flores da giesta, da filipêndula e do carvalho pelos magos Math e Gwydion, e é a figura central no quarto ramo dos Mabinogi. Representa a superação dos obstáculos, o amor sublime e a feitiçaria.